# Triodontopyga trinitatis
Triodontopyga trinitatis là một loài ruồi trong họ Tachinidae.